# 航空聯盟
航空聯盟（英語：airline alliance）是兩間或以上的航空公司之間所達成的合作協議。全球最大的三個航空聯盟分別是星空聯盟（Star Alliance）、天合聯盟（SkyTeam）及寰宇一家（oneworld）。除了佔航空聯盟中大多數的客運聯盟外，亦存在貨運航空公司之間組成的航空聯盟，例如天合聯盟貨運以及WOW航空聯盟。航空聯盟提供了全球的航空網絡，加強了國際的聯繫，並使跨國旅客在轉機時更方便。

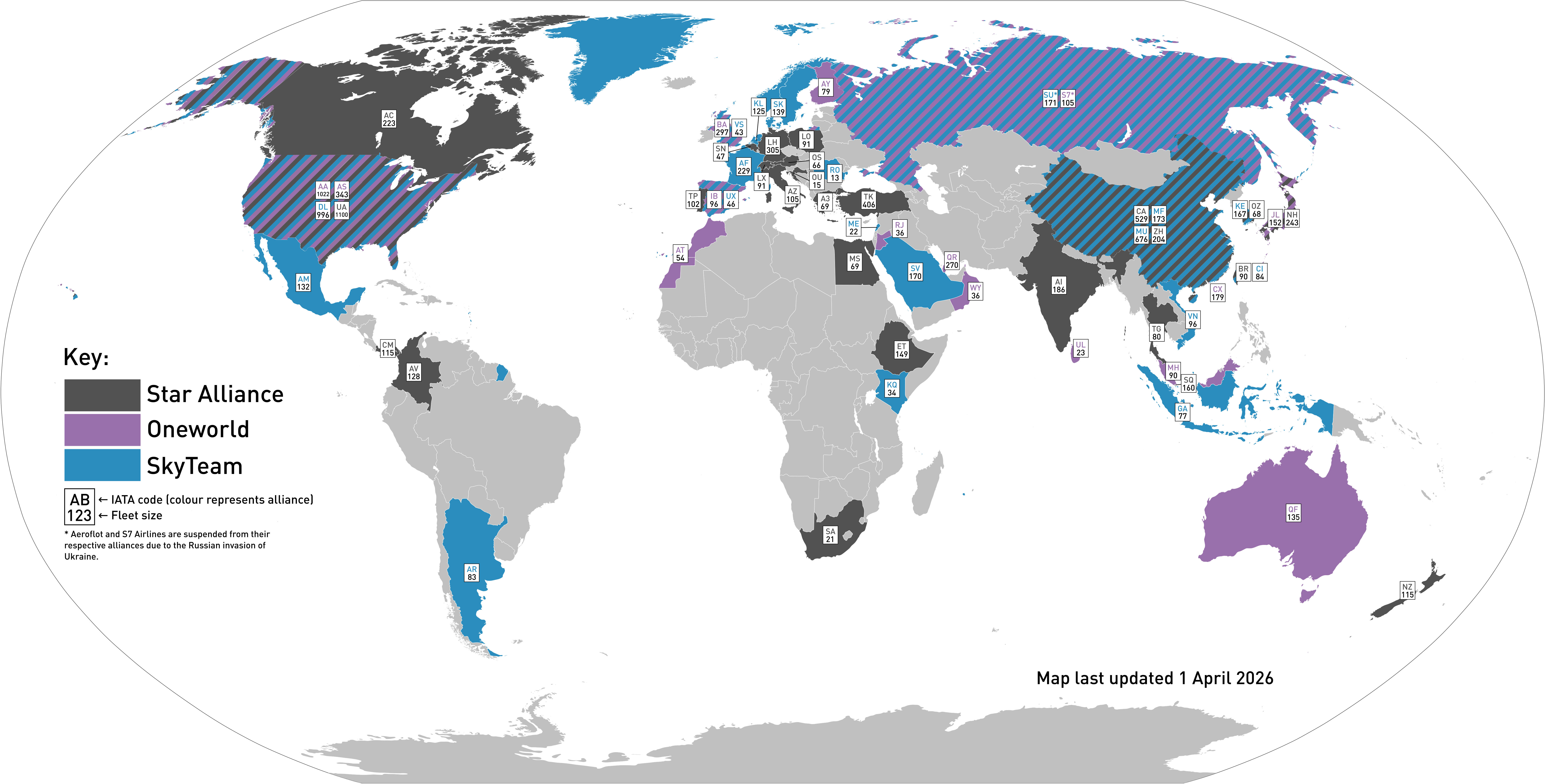
各航空聯盟在世界各地的成員分佈，藍色代表天合聯盟，灰色代表星空聯盟，紫色代表寰宇一家

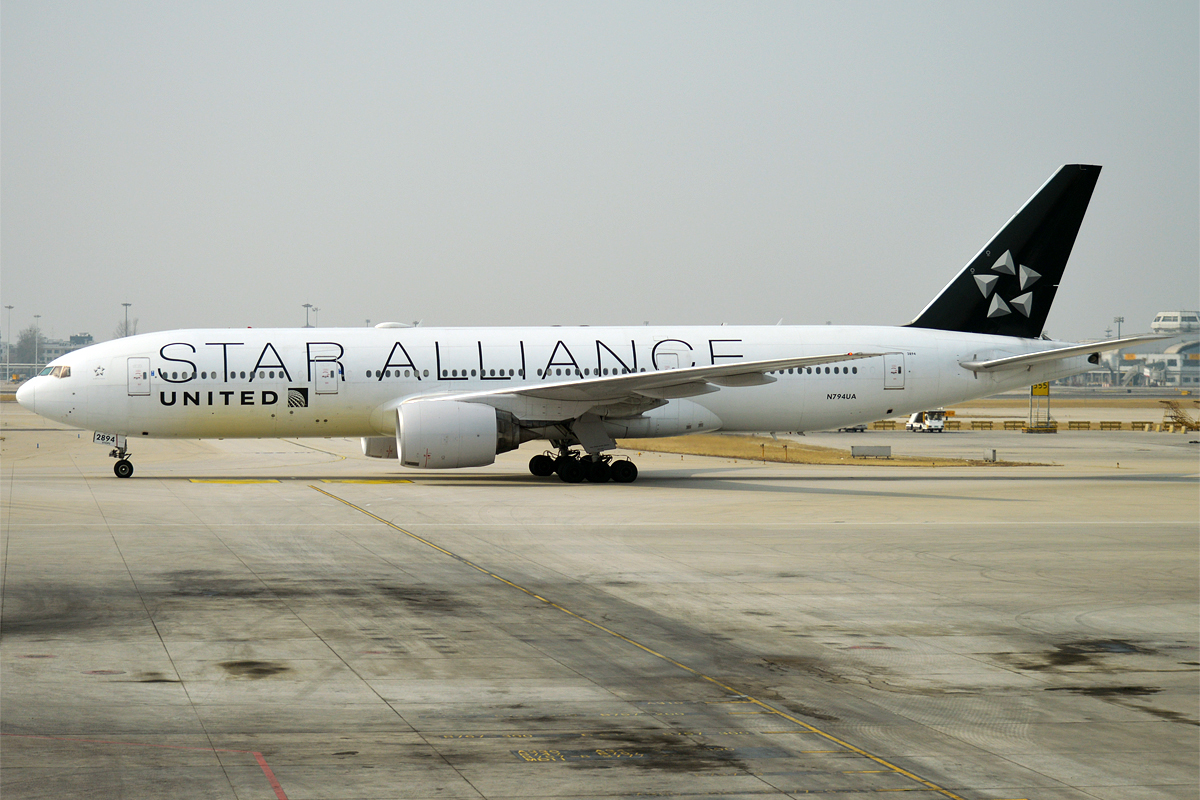
星空聯盟塗裝的聯合航空波音777-200ER；聯合航空為組成星空聯盟的五個創始成員之一

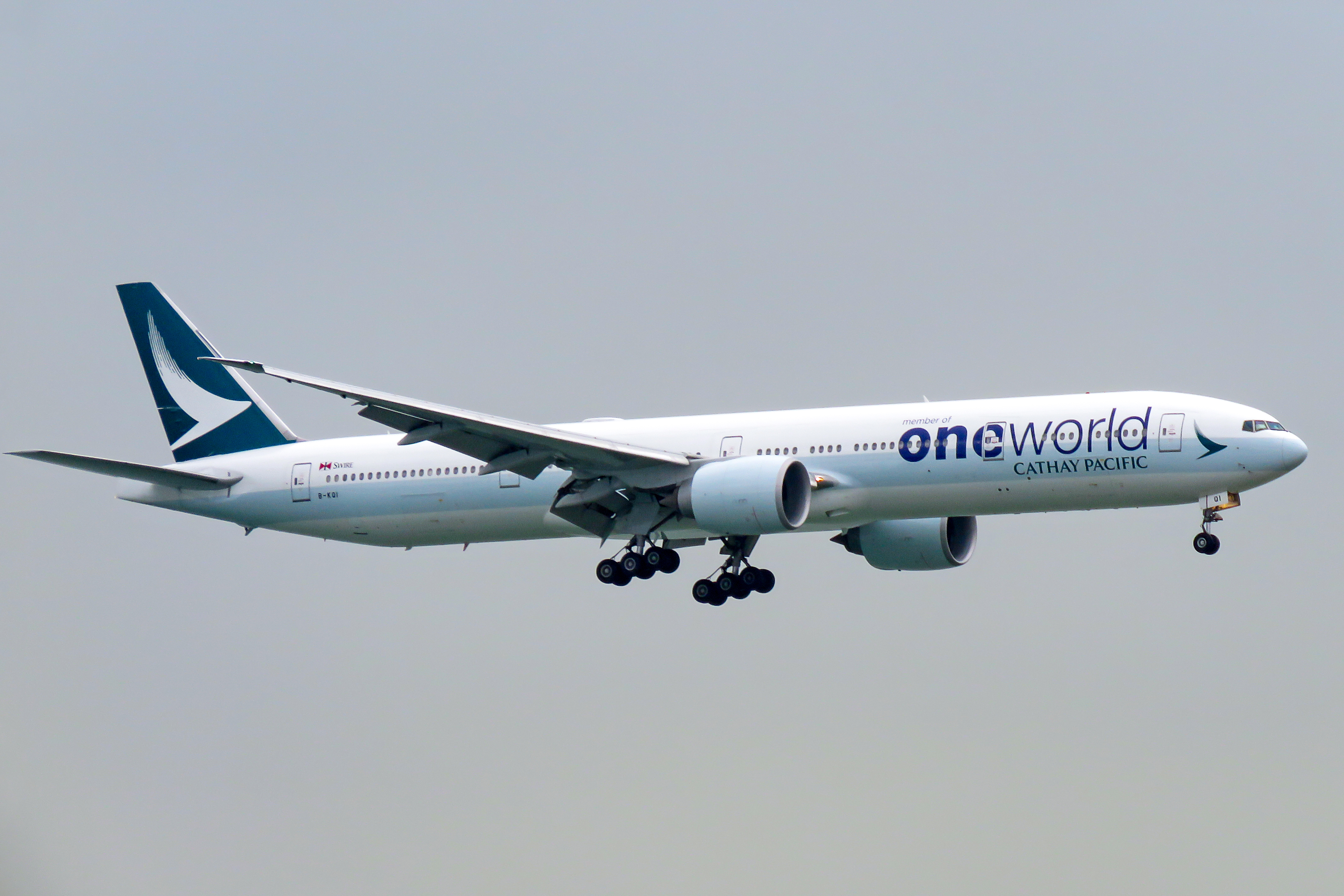
寰宇一家塗裝的國泰航空波音777-300ER；國泰航空為組成寰宇一家的五個創始成員之一

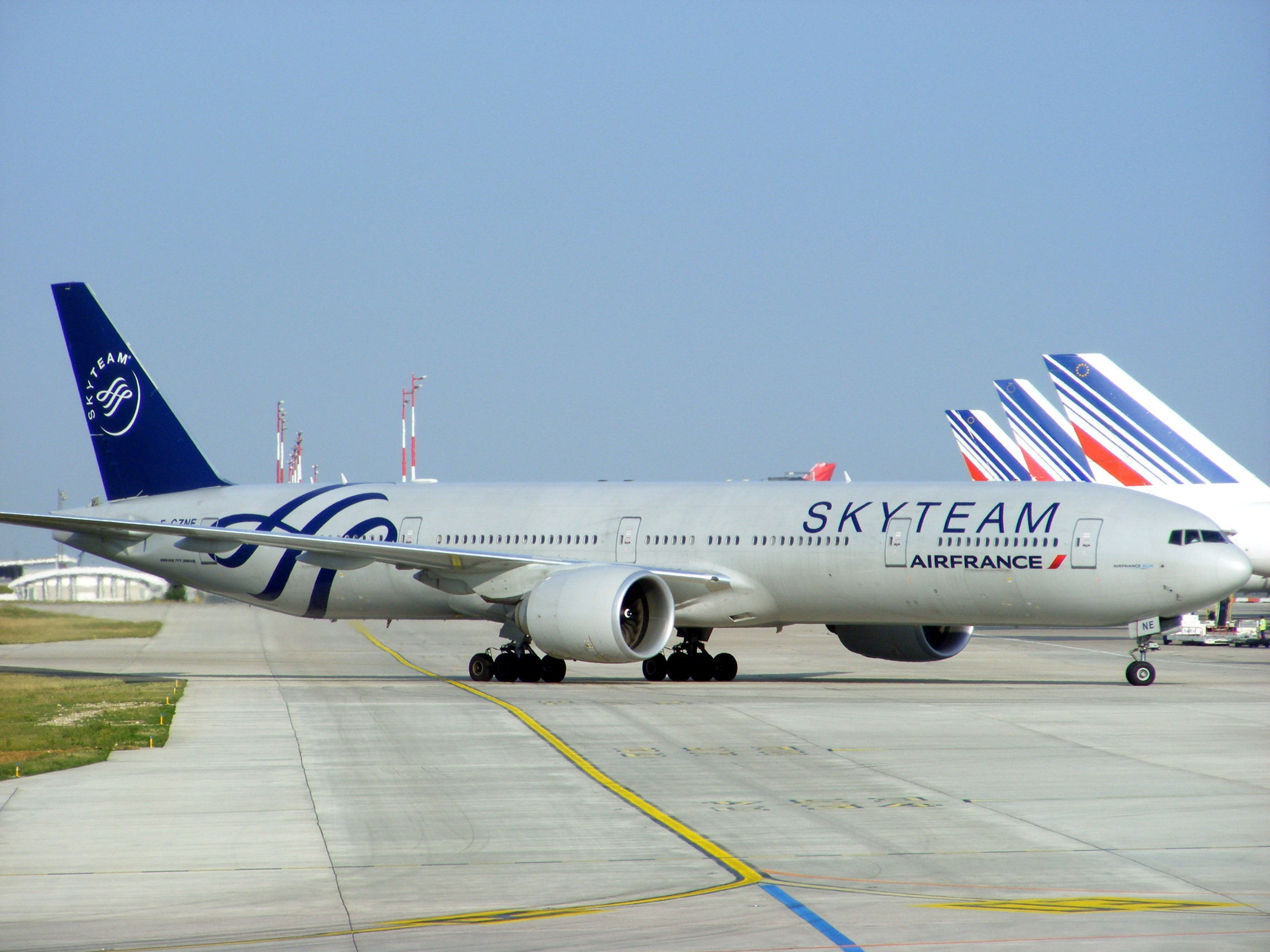
天合聯盟塗裝的法國航空波音777-300ER；法國航空為組成天合聯盟的四個創始成員之一

## 優點
- 航空聯盟成員航空公司可透過代碼共享提供更大的航線網絡。很多航空聯盟的開始都是來自幾間航空公司之間的代碼共享網絡發展而成。
- 共用維修設施、運作設備、貴賓室、職員等，互相支援機場地勤與空廚作業以減低成本。
- 由於成本減少，乘客可以更低廉價錢購買機票，空位也更易售出。
- 航班開出時間更靈活有彈性。
- 轉機次數減少，乘客可更方便地抵達目的地。
- 乘客在飛行常客獎勵計劃如亞洲萬里通使用同一戶口乘搭不同航空公司均可賺取飛行里數。

## 航空客運聯盟列表
數據資料截至2025年1月：
| 名稱                      | 星空聯盟 | 天合聯盟 | 寰宇一家 | 香草聯盟 |
| 建立年                    | 1997年 | 2000年 | 1999年 | 2015年 |
| 屬性                      | 傳統型航空聯盟 | 傳統型航空聯盟 | 傳統型航空聯盟 | 區域型航空聯盟                                                                                                 |
| 正式成員數                | 25 | 18 | 15 | 5 |
| 每年乘客量（百萬）        | 762 | 624 | 500+ | 2.3 |
| 航行國家與地區            | 195 | 160+ | 160+ | 89 |
| 航點                      | 1,294 | 1,000+ | 1,016 | 89 |
| 機隊規模                  | 5,033 | 3,937 | 3,296 | 46 |
| 收入（十億美元）          | 179.05 | 140.98 | 130.92 | |
| 市場佔有率                | 23% | 20% | 18% | |
| 正式會員（*表示創始會員） | *(UA)聯合航空 1997 *(LH)漢莎航空 1997 *(AC)加拿大航空 1997 *(TG)泰國國際航空 1997 (NH)全日空 1999 (NZ)紐西蘭航空 1999 (SQ)新加坡航空 2000 (OS)奧地利航空 2000 (LO)LOT波蘭航空 2003 (OZ)韓亞航空 2003 (OU)克羅地亞航空 2004 (TP)TAP葡萄牙航空 2005 (LX)瑞士國際航空 2006 (SA)南非航空 2006 (CA)中國國際航空 2007 (MS)埃及航空 2008 (TK)土耳其航空 2008 (SN)布魯塞爾航空 2009 (A3)愛琴海航空 2010 (ET)埃塞俄比亞航空 2011 (CM)巴拿馬航空 2012 (AV)哥倫比亞航空 2012 (ZH)深圳航空 2012 (BR)長榮航空 2013 (AI)印度航空 2014 | *(DL)達美航空 2000 *(AF)法國航空 2000 *(AM)墨西哥國際航空 2000 *(KE)大韓航空 2000 (KL)荷蘭皇家航空 2004 (UX)歐羅巴航空 2007 (KQ)肯亞航空 2007 (RO)羅馬尼亞航空 2010 (VN)越南航空 2010 (MU)中國東方航空 2011 (CI)中華航空 2011 (SV)沙烏地阿拉伯航空 2012 (ME)中東航空 2012 (AR)阿根廷航空 2012 (MF)廈門航空 2012 (GA)嘉魯達印尼航空 2014 (VS)維珍航空 2023 (SK)北歐航空 2024 | *(CX)國泰航空 1999 *(AA)美國航空 1999 *(BA)英國航空 1999 *(QF)澳洲航空 1999 (AY)芬蘭航空 1999 (IB)西班牙國家航空 1999 (JL)日本航空 2007 (RJ)皇家約旦航空 2007 (MH)馬來西亞航空 2013 (QR)卡塔尔航空 2013 (UL)斯里蘭卡航空 2014 (AT)皇家摩洛哥航空 2020 (AS)阿拉斯加航空 2021 (WY)阿曼航空 2025 (FJ)斐濟航空 2025 | *(UU)南方航空 2015 *(MD)馬達加斯加航空 2015 *(MK)模里西斯航空 2015 *(HM)塞席爾航空 2015 *(I7)Int'Air Îles 2015 |

## 外部連結
- http://www.staralliance.com （页面存档备份，存于）
- https://web.archive.org/web/20110221083947/http://www.skyteam.com/
- http://www.oneworld.com （页面存档备份，存于）
- http://www.valuealliance.com （页面存档备份，存于）
- https://web.archive.org/web/20180322055813/http://uflyalliance.com/